# Figaro striatus
Figaro striatus — акула з роду Figaro родини Котячі акули. Інша назва «північна пилкохвоста акула».

## Опис
Загальна довжина досягає 42 см. Голова коротка, дещо сплощена зверху. Ніс помірно довгий. Очі великі, мигдалеподібні, з мигальною перетинкою. За ними розташовані невеличкі бризкальця. Ніздрі великі з носовими клапанами. Губні борозни короткі. Рот широкий, зігнутий. Верхня щелепа має 65 робочих зубів, на нижній — 61-65. Зуби дрібні з 3-5 верхівками, з яких центральна є високою, бокові — маленькі й притуплені. У неї 5 пар невеликих зябрових щілин. Тулуб щільний, стрункий. Грудні плавці відносно маленькі, з округлими кінчиками. Має 2 спинних плавця. Передній спинний плавець вище за задній, проте вужчий. Розташовано навпроти черевних плавців. Черевні плавці помірно широкі та низенькі. Задній спинний плавець розташовано навпроти анального. Ширина анального плавця становить 10 % довжини акули й більше відстані між черевними та анальними плавцями. Хвостовий плавець відносно короткий й вузький. Уздовж переднього краю хвостового плавця тягнеться зубчастий гребінь. Він утворений збільшеною плактоїдною лускою.
Забарвлення спини сіро-коричневе. Уздовж спини та боків розташовано 10-16 темно-коричневих сідлоподібних плям. Черево та крайки плавців світліше за спину.

## Спосіб життя
Тримається на глибині 300—420 м, верхньому континентальному шельфі. Доволі повільна акула. Полює біля дна, є бентофагом. Живиться невеликими костистими рибами, ракоподібними та головоногими молюсками.
Статева зрілість настає у самців при розмірі 38 см. Це яйцекладна акула. Самиця відкладає 2 яйця.

## Розповсюдження
Мешкає біля північно-східного узбережжя Австралії, в Кораловому морі.